# Трестенік
Трестенік (рум. Trestenic) — село у повіті Тулча в Румунії. Входить до складу комуни Налбант.
Село розташоване на відстані 209 км на схід від Бухареста, 20 км на південний захід від Тулчі, 100 км на північ від Констанци, 58 км на південний схід від Галаца.

## Населення
За даними перепису населення 2002 року у селі проживали 458 осіб, усі — румуни. Усі жителі села рідною мовою назвали румунську.